# Pinarocorys
Genre
Le genre Pinarocorys comprend deux espèces d'alouettes, passereaux appartenant à la famille des Alaudidae.

## Liste des espèces
D'après la classification de référence (version 5.2, 2015) du Congrès ornithologique international (ordre phylogénique) :
- Alouette brune — Pinarocorys nigricans (Sundevall, 1850)
- Alouette à queue rousse — Pinarocorys erythropygia (Strickland, 1852)